# 萨里加姆
萨里加姆（Sarigam INA），是印度古吉拉特邦Valsad县的一个城镇。总人口472（2001年）。

## 人口
该地2001年总人口472人，其中男性297人，女性175人；0—6岁人口83人，其中男44人，女39人；识字率59.96%，其中男性为70.37%，女性为42.29%。